# Spitting Off Tall Buildings
Spitting Off Tall Buildings est un groupe allemand de punk rock, actif entre 2002 et 2007.

## Histoire
Pallaske et Radermacher forment le groupe en 2002, et tire son nom du titre d'un roman de l'auteur américain Dan Fante. En 2003, Jürgens, Albrecht et Eberle, qui se connaissaient depuis la salle de spectacle Insel de Treptow, les rejoignent. En 2004, un EP est enregistré et les premiers concerts sont donnés. C'est lors d'un de ces concerts qu'ils font la connaissance du producteur de musique Moses Schneider, qui avait déjà travaillé pour Tocotronic et les Beatsteaks. Par son intermédiaire, le groupe rejoint le label discographique Sanctuary Records et sort son premier album, Spitting Off Tall Buildings, le 30 septembre 2005,,. La production enregistrée en direct est assurée par Moses Schneider, le chant par Gordon Raphael, producteur des Strokes. L'album est mixé par Michael Ilbert de Suède, qui avait déjà travaillé avec The Hives, The Hellacopters et Fireside.
Avec la sortie de leur deuxième album Good Night and Good Luck le 11 mai 2007 sur Exile on Mainstream Records, Spitting Off Tall Buildings annonce sa séparation à la fin 2007,,,. L'album est enregistré en une semaine au studio Electrical Audio de Chicago et produit par Steve Albini. 

## Discographie

### Albums studio
- 2005 : Spitting Off Tall Buildings (Sanctuary Records)
- 2007 : Good Night and Good Luck (Exile on Mainstream Records)

### EP
- 2004 : Spitting Off Tall Buildings